# Teken van Gorlin
Het teken van Gorlin is een term uit de geneeskunde, en is positief als men met de tong het puntje van de eigen neus aan kan raken. Ongeveer 10% van de bevolking kan dit. Bij mensen met erfelijke bindweefselaandoeningen, zoals het syndroom van Ehlers-Danlos, kan 50% dit, vanwege de ongebruikelijke rekbaarheid van de tong.
Het verschijnsel is genoemd naar de Amerikaanse hoogleraar Robert J. Gorlin.
Het teken van Gorlin moet niet verward worden met het syndroom van Gorlin-Goltz (basocellulairenaevussyndroom), dat wel naar dezelfde persoon vernoemd is.